# Contact
CONTACT — первая российская система денежных переводов и платежей, основана в 1999 году АКБ «РУССЛАВБАНК».
Банк России 3 августа 2012 года зарегистрировал CONTACT в реестре операторов платёжных систем под номером 0001, в апреле 2013 года присвоил статус социально значимой. После отзыва лицензии ЦБ РФ у АО «Киви Банк» и исключения системы из реестра 22 февраля 2024 года прекратила свою деятельность.

## Деятельность
Партнёрами CONTACT являются более 900 российских и международных банков и финансовых организаций, сеть пунктов обслуживания насчитывает свыше 500 000 точек, включая платёжные терминалы, более чем в 180 странах.

## Сервисы

### Денежные переводы
Осуществляются в 180 стран мира, валюты — российские рубли, доллары США, евро и национальные валюты.

#### Формы обслуживания
- Отделения участников и партнёров — в банках, финансовых организациях.
- Мобильное приложение «CONTACT — Денежные переводы».
- Онлайн сервис online.contact-sys.com2
- Терминалы Qiwi.

#### Формы выплат
- Наличными (безадресная выплата в России и странах ближнего зарубежья, во всех остальных странах — с указанием адреса пункта выплаты).
- Зачисление на карту платежных систем Visa, MasterCard, МИР, Union Pay, Humo, Uzcard, Корти Милли, Элкарт, Apra, Клевер.
- Зачисление на счета физических и юридических лиц в банках многих стран мира.
- Зачисление на электронные кошельки некоторых операторов.

### Платежи
Платежи по CONTACT осуществляются частными лицами в пользу юридических лиц за услуги и приобретённые товары, по упрощённой процедуре, без открытия счёта.

## История
- 1999 год — начало работы.
- 2001 год — начало платежей в странах постсоветского пространства.
- 2003 год — впервые в России реализованы денежные переводы в евро; начались платежи между физическими и юридическими лицами без открытия счёта.
- 2004 год — возможность оплаты мобильной связи оператора МТС.
- 2005 год — начало приёма платежей в Ru-pay, Яндекс.Деньги; впервые в России реализованы трансграничные переводы в рублях РФ.
- 2006 год — появилась услуга транзакций в США.
- 2007 год — возможность погашения кредитов, выданных ВТБ24.
- 2010 год — денежные переводы с зачислением на счета физических лиц, открытых в любом банке России, Европы, США; начало осуществления денежных переводов в безадресном формате на территории РФ и стран ближнего зарубежья.
- 2012 год — переводы в терминалах Qiwi и др., а также с помощью мобильных телефонов операторов МТС, Билайн, МегаФон.
- 2014 год — стратегическое партнёрство с системой Рапида (банк «Открытие»)[4], смена оператора на «Рапида»
- 2015 год — вошла в группу QIWI[5]
- 2018 год — запуск онлайн сервиса[6]
- 2019 год — ребрендинг[7][8][9], запуск услуг выплаты на карту онлайн и обмена валюты.
- 2020 год — запуск мобильного приложения «CONTACT — Денежные переводы»[10]
- 2024 год — прекращение работы после отзыва лицензии ЦБ РФ на осуществление банковских операций у АО «Киви Банк»[11][12]